# 斑點隱帶麗魚
斑點隱帶麗魚（学名：Apistogramma guttata），為輻鰭魚綱鱸形目隆頭魚亞目慈鯛科的其中一種，分布於南美洲委內瑞拉東北部的Morichal Largo河流域，體長可達3.6公分，棲息在河川中底層水域，生活習性不明。
其种加词“guttata”意为“点状纹样的”。